# Brake
Brake és una ciutat alemanya, és cap del districte de Wesermarsch en la regió administrativa (Regierungsbezirk) de Weser-Ems que pertany a l'estat de Baixa Saxònia. Tenia 16.275 habitants el 2003.
Brake està en el centre del quadrilàter format per les ciutats de Bremerhaven, Bremen, Oldenburg i Wilhelmshaven.
La seva connexió amb la mar del Nord a través del riu Weser, que permet el pas de vaixells de gran tonatge, la proximitat a les autopistes A27 i A29 i a l'aeroport de Bremen fan de Brake una ciutat molt ben comunicada. A més a més els ferrocarrils que van cap a Nordenham i Oldenburg/Bremen passen per la ciutat.

## Fill predilecte
- Arp Schnitger (1648-1719), orguener